# Babe Didrikson Zaharias Museum & Visitor Center
Das Babe Didrikson Zaharias Museum & Visitor Center ist ein 1976 eröffnetes Sportmuseum, das sich dem Leben und der Karriere der US-amerikanischen Sportlerin Babe Didrikson Zaharias (1911–1956) widmet und auch als Besucherzentrum der Stadt Beaumont und der umliegenden Region im US-Bundesstaat Texas dient. Es wird von der 1969 gegründeten Babe Didrikson Zaharias Foundation betrieben.

## Geschichte

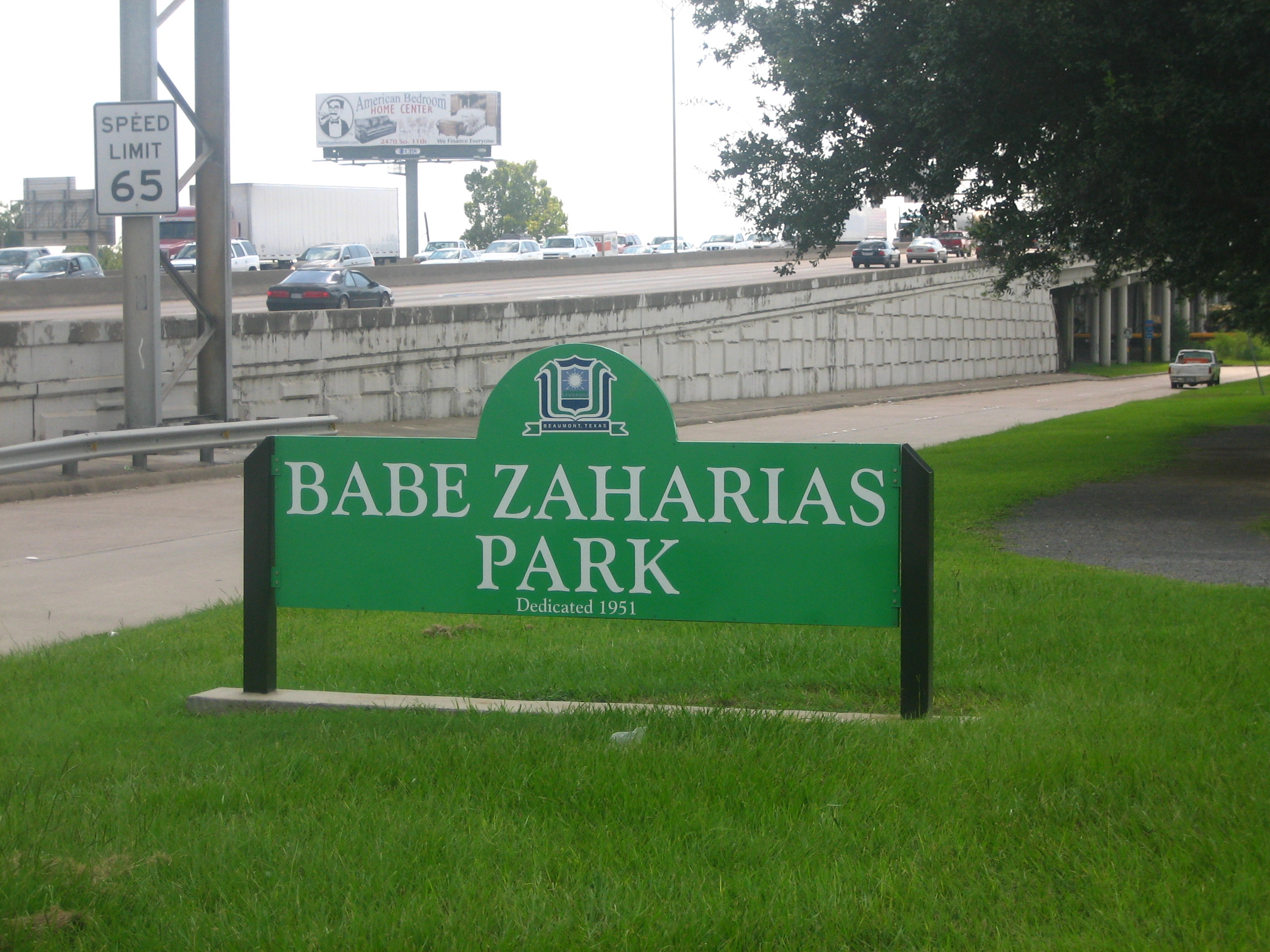
Babe Zaharias Park (2008)

Das nach Plänen von Milton Bell (1929–2019) errichtete und am 27. November 1976 eröffnete Gebäude befindet sich direkt gegenüber einer Auffahrt zur Interstate 10 bzw. einer Frontage Road derselbigen. Es liegt am unteren Ende des im Jahre 1951 nach ihr benannten Babe Zaharias Park, in dem sich heute (Stand: 2020) 13 Fußballplätze, ein Spielplatz und eine ausrangierte McDonnell F-101 Voodoo der United States Air Force befinden. An seinem nördlichen Ende befand sich bis zu seinem Abriss 2021 das Babe Zaharias Memorial Stadium, kurz The Babe genannt. Durch den Park führt der ebenfalls nach ihr benannten 1,4 Meilen lange Babe Zaharias Trail, der auch zu der an der Ostseite des Parks gelegenen Beaumont Fire Rescue Station Nr. 1 führt. Auf ebendieser Seite grenzt an den Park auch eine Conoco-Tankstelle.
Sieben Jahre lang hatten Geschäftsleute und Leute aus dem öffentlichen Leben von Beaumont versucht Geld für den Bau des Museums zu lukrieren, wobei 100.000 US-Dollar (darunter ein Scheck in Höhe von 10.000 US-Dollar vom Witwer George Zaharias) zusammen kamen. Im Museum sind größtenteils Trophäen und Auszeichnungen, die Zaharias während ihrer Karriere gesammelt hat, sowie Erinnerungsstücke, Zeitungsausschnitte und Fotografien ausgestellt. Laut der Babe Didrikson Zaharias Foundation befindet sich in etwa ein Drittel aller je von Babe Zaharias gewonnenen Auszeichnungen – darunter ihre drei Goldmedaillen von den Olympischen Sommerspielen 1932 – im Museum. Weitere große Teile an Trophäen befinden sich im Nachlass ihres Ehemanns George Zaharias oder im Besitz des Babe Zaharias Golf Course in Tampa, Florida. An einer Wand des Museums befindet sich auch der 15 Fuß lange und 250 Pfund schwere goldene Schlüssel zur Stadt Denver, in der das Ehepaar Zaharias in den 1940er und Anfang der 1950er Jahre gelebt hatte, und den Babe Zaharias nach dem Gewinn der British Open von der Stadt Denver erhielt. Vor der Eröffnung des Museums befand sich ein Großteil der dortigen Sammlung in einem Schauraum des Finger’s Furniture Store, einem texanischen Möbelhändler.
Mit Geldern, die das Museum lukriert, werden Stipendien für weibliche Studenten an der Lamar University finanziert. Insgesamt nennt die Babe Didrikson Zaharias Foundation sechs Stipendien, die zu Ehren von Babe Zaharias vergeben werden. Dies sind das John Gray/Babe Didrikson Zaharias Scholarship (seit 1975), das Ben & Julie Rogers/Babe Didrikson Zaharias Scholarship (seit 1991), das Thad & Margaret Johnson/Babe Didrikson Zaharias Scholarship (seit 2000), das W. L. Pate, Sr./Babe Didrikson Zaharias Scholarship (seit 2001), das Milton Bell/Babe Didrikson Zaharias Scholarship (seit 2005), sowie das Bob West/Babe Didrikson Zaharias Scholarship (seit 2010).
Das Museum und Besucherzentrum hat von Montag bis Samstag jeweils von 9 Uhr am Morgen bis 17 Uhr am Nachmittag geöffnet; der Eintritt ist kostenlos. Parkmöglichkeiten befinden sich westlich und östlich des Gebäudes auf zwei kleinen Parkplätzen.